# Сойдер, Селен
 Мюкерре́м Селе́н Сойде́р (тур. Selen Soyder, 26 декабря 1986, Измир) — турецкая модель, Мисс Турция 2007.

## Биография
Родилась 26 декабря 1986 года в Измире. Начальное и среднее образование Селен получила в средней школе Салиха Ишгёрена (Salih İşgören İlkoğretim Okulu), закончила Измирский лицей Сельмы Йигитальп (İzmir Selma Yiğitalp Lisesi). В том же году поступила в Анатолийский Университет на факультет связей с общественностью.
В 2006 году победила в конкурсе «Мисс модель Турции», получив титул «Лучшая модель». Также принимала участие в конкурсе «Мисс бикини Вселенная», который проходил в Китае. Она вошла в первую пятерку и получила приз за самый лучший национальный костюм.
Вернувшись в Турцию снялась в клипах рок-группы Çalar Saat и поддержала их. Снималась в различных рекламных роликах и музыкальных клипах.
В 2007 году приняла участие в конкурсе «Мисс Турция», организованном Star TV. Среди 1200 девушек стала победительницей, завоевав титул «Мисс Турция». В том же году участвовала в конкурсе «Мисс Мира», который проходил в Китае, но не смогла попасть в пятерку лидеров. В 2007 году в качестве модели снялась для каталога известной фирмы Vakko.
В 2010 году Селен Сойдер получила главную роль — Топрак — в телесериале Yer Gök Aşk, транслируемом на Fox TV. С такой же ролью она появляется и в сериале «Пора тюльпанов».
В настоящее время она учится в Стамбульском Университете на историческом факультете.

## Личная жизнь
2010 году  вышла замуж за своего партнера по съемочной площадке сериала «Между небом и землей» актера  Толгахана Сайышмана. 2014 году супруги развелись. Летом 2015 года стала известно,что актриса  во второй раз вышла замуж за французского манекенщика Орена Франсеза.Но спустя 7 лет пара дала на развод.

## Фильмография
- 2010—2013: Между небом и землёй (Yer gök aşk)- Топрак Карагюль
- 2010—2014: Пора тюльпанов (Lale devri)- Топрак Карагюль - Ильгаз
- 2014: Реакция (Reaksiyon )— Зейнеп
- 2016-2017: Кто из нас не любил? (Hangimiz sevmedik)- Итыр Йешиль-Чам
- 2016: Открытый брак Джахиде Девекушу (Cahide Devekuşu'nun açık evliliği)- актриса
- 2023: Увидишь во сне (Ruyunda görürsün)-Эдже
- 2023-2024: Пеняй на себя (Kendi düşen ağlamaz)- Синем Девран-Сонер